# Kirill Kombarov
Kirill Vladimirovich Kombarov - em russo: Кирилл Владимирович Комбаров - (Moscou, 22 de janeiro de 1987) é um futebolista russo que atua como lateral-direito ou meia. Atualmente, joga pelo  Arsenal Tula.

## Vida pessoal
É irmão gêmeo do também futebolista Dmitri Kombarov.